# Popó (pugilista)
Acelino Freitas (Salvador, 21 de setembro de 1975), mais conhecido como Popó, é um pugilista brasileiro tetracampeão mundial de boxe e supercampeão mundial unificado. Apelidado de "Mão de Pedra", é reconhecido internacionalmente como "Estrela do Nocaute" pela sequência de 29 vitórias por nocaute consecutivas — uma das mais longas na história do boxe.
É tetracampeão em duas categorias: super-pena e leve. Brasileiro que mais conquistou títulos mundiais na história do boxe, detém títulos nas quatro principais organizações do mundo: WBO, WBA, WBC e IBF.
Em 2017, após 22 anos de carreira no boxe profissional, fez sua luta oficial de despedida. Tem um cartel de 41 vitórias em 43 lutas, sendo 34 delas vencidas por nocaute, com apenas duas derrotas e nenhum empate. Após completar quatro anos de aposentadoria do boxe profissional, Popó foi indicado ao Hall da Fama mundial do boxe no final de 2021.

## Biografia
Acelino Freitas nasceu numa família pobre, de um bairro da periferia de Salvador, a Cidade Nova, localizado na região da Baixa de Quintas, filho de Niujalma Ferreira Jones (conhecido como Babinha), e Zuleica Freitas, dona de casa famosa pela feijoada. Recebeu da mãe o apelido com que tornou-se conhecido, Popó, em referência ao barulho que Acelino fazia quando mamava. Foi alfabetizado por uma vizinha de bairro Neuraci.
Seu pai também era pugilista, assim como três dos seus irmãos, dos quais Luís Cláudio foi quem mais o incentivou a também ingressar na profissão, o que fez já aos 14 anos de idade.
Até o primeiro título mundial, morava com os pais e irmãos naquele casebre, de 6,75 m², que tinha panos como divisórias.
Com dois casamentos, e seis filhos com cinco mulheres diferentes, o baiano enfrentou no primeiro (com Eliana Guimarães, filha do empresário André Guimarães) uma fase bastante difícil, que refletiu negativamente nos seus resultados sobre os ringues (causando sua primeira derrota na carreira), a reconciliação veio habilitá-lo a novamente disputar um título, e vencer. Atualmente é casado com a nutricionista e influenciadora digital amapaense Emilene Juarez.
É pai de Rafael, Igor, Iago, Gustavo, Juan e Acelino Popó (Popozinho).
Acelino é evangélico da Igreja Batista Caminho das Árvores, em Salvador.
Seus treinamentos básicos são feitos na cidade natal, onde construiu um ginásio, voltado para a preparação de novos talentos. Mas, antes de cada luta, vai para os Estados Unidos, onde as instalações e materiais são muito mais apropriados.
Em 2012, foi lançada a websérie “Para Sempre Popó”, que traz em oito pequenos episódios uma síntese da carreira de Popó e da preparação para o que seria a última luta da sua carreira: o combate contra Michael Oliveira, então campeão latino entre os pesos médios do Conselho Mundial de Boxe. A obra foi desenvolvida pela produtora Nova e pela agência Produzir.
Em 2013, a biografia de Popó foi articulada pela agência Produzir e lançada pela editora Panda Books. A história emocionante de Acelino Freitas é contada em detalhes pelo jornalista Wagner Sarmento em Com as Próprias Mãos. O livro conta com prefácio de Galvão Bueno.
Em abril de 2016, Popó integrou o elenco da primeira temporada do reality show brasileiro Power Couple Brasil, da Record, juntamente com sua então namorada e atual esposa Emilene Juarez, sendo o primeiro casal eliminado da edição.
Em janeiro de 2018, foi anunciado como participante na terceira temporada do talent show brasileiro Dancing Brasil, da Record, sendo o segundo eliminado da atração.
Em outubro de 2019, foi lançada a primeira temporada da série Irmãos Freitas, inspirada na história de vida e carreira esportiva de Popó. Exibida no canal Space, a série foi transmitida também pelo TNT e está disponível nas plataformas de streaming Amazon Prime Vídeo e HBO Max. A obra foi criada por Walter Salles, dirigida por Sergio Machado e Aly Muritiba, produzida pela Gullane Filmes e articulada pela agência Produzir.
Em 2022 foi lançado o “PopodCast - No Ringue com Popó”, programa com episódios ao vivo no YouTube e replicado nas principais plataformas digitais de áudio. O podcast do campeão tem sido amplamente citado pela imprensa com destaques a falas de Popó sobre potenciais lutas e tretas relacionadas.

## Carreira política
Popó foi candidato a Deputado federal pela Bahia nas eleições de 2010 pelo Partido Republicano Brasileiro (PRB) - atual Republicanos, obtendo 60.338 votos (0,90%) e alcançando a primeira suplência da sua coligação partidária.
Devido à indicação do deputado Mário Negromonte (PP-BA) para o Ministério das Cidades, Popó assumiu, como Suplente, o mandato de Deputado Federal, na Legislatura 2011-2015, em 3 de fevereiro de 2011. Afastou-se, em 1 de abril de 2014. Reassumiu o mandato e foi efetivado como deputado federal titular, em 6 de junho de 2014.
Como deputado, foi de sua autoria o projeto para instituir no Brasil o Dia Nacional do Boxe (26 de março):
| “ | Quando fiz o projeto, fiz questão de que o Dia Nacional do Boxe fosse celebrado no aniversário de Éder Jofre. | ” |

No exercício da atividade parlamentar, teve como foco de atuação o esporte, embora também tenha atuado em discussões como a da regulamentação dos serviços de telefonia celular, regulação de profissões do serviço público e de regulamentação do marketing multinível, com o objetivo de diferenciar legalmente a atividade regular das vendas diretas com o golpe das pirâmides financeiras, um crime devastador contra a economia popular.
Durante o seu mandato, Popó foi vice-líder do PRB na Câmara dos Deputados e destacou-se nas comissões de Esporte, Cultura e Educação, além da Comissão Parlamentar de Inquérito da Exploração Sexual e do Tráfico de Pessoas e da Comissão Especial que discutiu o Projeto de Lei 2330/11, conhecido pela alcunha de Lei Geral da Copa.
Presidente da Frente Parlamentar do Esporte no Congresso Nacional, Popó trabalhou incansavelmente pela regulamentação do MMA junto ao Poder Executivo e atuou contra o veto das artes marciais mistas na TV. Parlamentar num período áureo do esporte no Brasil, Popó acompanhou as visitas aos estádios e obras para a Copa do Mundo de 2014, com o objetivo de garantir o legado social, e também os preparativos para as Olimpíadas de 2016.
Popó chegou a figurar no ranking dos melhores deputados federais da Revista Veja.
Tentou a reeleição nas eleições de 2014, mas não obteve êxito, recebendo 23.017 votos (0,35%).

## Carreira no boxe
Medindo 1,68 m e pesando cerca de 70 kg, Popó teve uma carreira vitoriosa no Boxe. Como amador, foi medalhista de prata nos Jogos Pan Americanos de Mar del Plata, em 1995. Como profissional (carreira iniciada em 1995), conquistou 4 títulos mundiais em duas categorias e unificados em duas organizações, além de deter, juntamente com o mexicano Alfonso Zamora, o recorde de maior sequência de nocautes até chegar a um título mundial: 21.

### Boxe amador
Popó iniciou sua carreira com 14 anos como amador. Foi campeão Baiano aos 14, campeão Norte-Nordeste aos 15 e Campeão Brasileiro aos 17 anos.
Em 1995, foi convocado para a seleção Brasileira que disputaria os Jogos Pan-Americanos de 1995, em Mar Del Plata, onde conquistaria o vice-campeonato do torneio. Popó ficou com a prata na categoria peso leve, mas levou o Brasil de volta a uma disputa de final no boxe, algo que não acontecia desde os Jogos de San Juan 1979.
Após o feito nos Jogos, aos 19 anos Popó decidiu largar o boxe amador e passou a lutar no boxe profissional. Futuro campeão mundial profissional de boxe, Popó abriu mão de disputar como amador a Olimpíada de Atlanta, nos Estados Unidos, em 1996, por dificuldades financeiras.

### Como profissional
Popó fez sua primeira luta no dia 14 de julho de 1995, vencendo por nocaute aos 34 segundos do primeiro round. Um mês depois, em 14 de agosto de 1995, Popó fez a sua segunda luta profissional contra um atleta experiente com um card de 18 vitórias, vencendo também por nocaute, em tempo ainda menor: apenas 23 segundos — o mais rápido da sua carreira e um dos mais rápidos da história do boxe mundial.
Na sua sexta luta, em 16 de agosto de 1996, Popó se tornou campeão peso leve do Mundo Hispano pela WBC (Conselho Mundial de Boxe). Todas as seis lutas foram vencidas por nocaute no primeiro round.
Conquistou o título latino da IBF (Federação Internacional de Boxe) em 22 de abril de 1997 ao derrotar o colombiano Arcelio Díaz no primeiro round. Na sua luta seguinte, já com um cartel de 9-0 (todas as vitórias por nocaute) e como campeão latino, Popó fez sua primeira luta fora do Brasil, na Costa Rica, também vencendo por nocaute o norte-americano Johnny Montantes, considerado o favorito ao título dos leves na competição e com um respeitável cartel de 28 vitórias e duas derrotas. O duelo se deu em 10 de maio de 1997 no Boxcino, torneio de boxe que envolvia lutadores de oito países em quatro categorias e o promoveu mundialmente por ter sido o campeão, ao vencer em 2 de setembro de 1997 o porto-riquenho Edwin Vázquez.
Em 29 de maio de 1998 foi campeão brasileiro na categoria super-leve.
Em 16 de outubro de 1998 foi campeão do título NABO, titulo regional da WBO (Organização Mundial de Boxe), ao vencer o mexicano José Luis Montes por nocaute no primeiro round.
Em abril de 1999, defendeu o título NABO derrotando o mexicano Juan Angel Macias por nocaute no oitavo round. O resultado positivo garantiu mais um recorde a Popó, superando o norte-americano Mike Tyson, uma das maiores legendas do boxe em todos os tempos, que no início de sua carreira contabilizou 19 nocautes seguidos. Popó, então, passava a ostentar 20 nocautes consecutivos, em sua véspera da disputa do seu primeiro título mundial.

#### Primeiro título mundial
No dia 7 de agosto de 1999, com cartel de 20-0 (20 nocautes), Popó conquistaria seu primeiro título Mundial, com um nocaute avassalador aos um minuto e 41 segundos do primeiro round. A luta ocorreu na França contra o campeão, lutador do Cazaquistão, Anatoly Alexandrov, valendo o título Mundial super-pena da WBO.
Logo no começo da luta Popó tomou a iniciativa, procurando acertar alguma sequência que derrubasse o adversário. E ela veio com pouco mais de um minuto de luta com uma sequência seguida de um golpe de direita que levou o campeão a knockdown. O campeão se levantou, mas já estava abalado pelo golpe de Popó que rapidamente voltou a golpear e derrubar de novo seu adversário que ficou inconsciente por cinco minutos.
Após a luta, Popó assinou contrato com a Showtime, e passou a ter suas lutas transmitidas para os Estados Unidos.

#### Defendendo o título
A primeira defesa de título de Popó no Brasil, na Fonte Nova, em Salvador, levou mais de 40 mil pessoas ao estádio. E Popó não decepcionou seus fãs, ao vencer por nocaute no segundo assalto o nicaraguense Anthony Martinez.
Da conquista do cinturão até janeiro de 2002 (data de sua luta de unificação), Popó defendeu seu título 6 vezes contra Anthony Martínez, Barry Jones, Javier Jauregui, Lemuel Nelson, Carlos Alberto Ramon Rios e Orlando Jesus Soto, vencendo todas por nocaute. Além de mais 3 lutas sem título em jogo contra Cláudio Victor Martinet (vencida por nocaute no terceiro round), Daniel Alicea (vencida por nocaute no primeiro round) e contra o ex-campeão mundial Alfred Kotey. Por decisão unânime, essa última luta quebrou o recorde de nocautes de Popó (até então Popó tinha vencido todas as suas 29 lutas por nocaute).

#### Popó vs. Casamayor
Em 12 de janeiro de 2002, Freitas (30-0 na época) decidiu acertar uma luta de unificação de título dos super-penas com o campeão mundial da WBA (Associação Mundial de Boxe) e campeão olímpico de boxe, Joel Casamayor (26-0 na época). Na disputa de unificação entre os dois campeões invictos, um knockdown controverso e uma penalização para Casamayor por um golpe ilegal fizeram a diferença, e Popó venceu a dura luta por decisão unânime.
A luta começou com o brasileiro tomando a iniciativa e vencendo claramente os três primeiros rounds, mas no decorrer da luta o cubano equilibrou as ações e o que se viu foi uma das lutas mais disputadas do ano.
Em um confronto clássico de boxe entre o nocauteador Popó contra o boxer Casamayor, os papeis se inverteram e o cauteloso e inteligente Casamayor chegou a tomar a iniciativa em alguns rounds enquanto o agressivo Popó mostrou muita movimentação e variação de golpes.
Um golpe de Popó no 3º round, que acertou no ombro direito de Casamayor enquanto esse recuava, foi contado como knockdown pelo árbitro Joe Cortez e Casamayor sofreu uma penalização de um ponto por acertar Popó enquanto o juiz os separava de um clinch. Essa foi a diferença na contagens final no scorecards dos juízes. Anel Robert Byrd, Bill Graham e Dave Moretti deram pontuações idênticas de 114 a 112 para o brasileiro.
Popó era então bicampeão mundial super-pena por duas organizações: WBA e WBO.
Seguindo a grande vitória sobre Casamayor, Popó derrotou o invicto e número 1 do ranking da WBO, Daniel Attah, defendendo seu cinturão. A luta teve uma audiência recorde de 91 milhões de telespectadores no Brasil na TV Globo. Em seguida, venceu o mexicano Juan Carlos Ramírez por nocaute, defendendo seus dois cinturões.

#### Popó vs. Barrios
Em 9 de agosto de 2003, Popó fez uma das lutas mais memoráveis de sua carreira contra o argentino Jorge Rodrigo Barrios. Barrios tinha um cartel de 39-1-1 e era praticamente invicto já que sua única derrota havia sido por desqualificação. Estavam em jogo seus dois cinturões de super-pena da WBA e WBO.
Popó começou a luta muito bem e vencia tranquilamente a luta até o oitavo round, quando foi pego por um golpe do argentino que o derrubou. A partir daí, a luta tomou outro rumo, com Barrios tomando a iniciativa e procurando nocautear Popó.
No décimo primeiro round, um direto de Barrios levou Popó a knockdown. Popó cuspiu seu protetor bucal para ganhar tempo após a contagem do árbitro. Até o final do round, Barrios tentou de todas as formas nocautear Popó que se defendia. Porém no final do round, bem ao soar do gongo, Popó acertou um direto que levou Barrios a um knockdown que é lembrado até hoje pelos que viram a luta.
A luta recomeçou no round 12 com Popó determinado a decidir a luta e derrubando Barrios mais uma vez. O argentino se levantou, mas uma nova combinação do brasileiro fez Barrios cair de novo e o juiz interromper a luta, dando vitória ao brasileiro.
Popó conseguia então o título de supercampeão super-pena da WBO, uma honraria que é concedida para lutadores que defendem seu cinturão por 10 vezes.

#### Popó vs. Grigorian
Após anos defendendo seus títulos de super-pena, Popó (34-0 na época), dia 3 de janeiro de 2004, voltaria a categoria peso-leve e desafiaria o supercampeão da WBO, o lutador do Uzbequistão Artur Grigorian (36-0 na época). Artur era invicto, campeão desde 1996 e já havia defendido seu título por 16 vezes.
Em uma luta que se esperava ser muito disputada, Popó pareceu não sentir a readaptação ao peso novo e em uma atuação incrível, derrubando o adversário no quarto round e mais 3 vezes (os outros 3 knockdowns contados foram questionáveis), dominou o campeão a luta toda, vencendo por uma merecida decisão unânime (115-108, 116-107 e 116-107).
Popó se tornava campeão mundial pela terceira vez. Sustentando 2 títulos mundiais de super-pena (WBA e WBO) e agora como campeão mundial peso-leve pela WBO.
Logo após sua vitória, Popó foi considerado o Lutador do ano de 2003 pela WBA.

#### Primeira derrota: Popó vs. Corrales
Popó (35-0) sofreu sua primeira derrota no dia 7 de agosto de 2004, na primeira defesa do seu título dos peso-pena contra o Eeiros rounds, Popó aparentemente cansado foi pego por um cruzado do americano que o levou ao chão.
No nono round, quando tentava se recuperar do oitavo, ao tentar uma sequência na linha de cintura, tomou um contra golpe que novamente o fez cair, ao cuspir o protetor bucal, o arbitro penaliza Popó tirando um ponto. Mesmo assim na contagem dos árbitros, e com a penalização sofrida, a contagem ate o nono round estava disputada (Terry Price 86-83 Corrales, Franklin Mcneil 85-83 Freitas, Greg Leon 86-84 Corrales).
No começo do décimo round, Popó sofre novo Knockdown e após se levantar opta por abandonar o combate.
Além de perder a invencibilidade, Popó perdia seu cinturão da categoria peso-leve da WBO.

#### Após a derrota
Depois de sofrer sua primeira derrota, Popó fez 2 lutas no Brasil. vencendo o Argentino David Saucedo por pontos em dezembro de 2004, e depois derrotando Fabian Salazar, do Panamá por nocaute no primeiro round em julho de 2005.

#### Popó vs. Zahir Raheem
Em abril de 2006, Popó (37-1 na época) reconquistaria seu título mundial dos pesos-leves pela WBO que estava vago. Em luta contra o americano Zahir Raheem (27-1 na época). Raheem vinha de uma vitória incrível sobre a lenda mexicana Erik Morales.
A luta desde o seu começo foi muito equilibrada, cheia de movimentação com os dois lutadores em ótima forma. Durante os 12 rounds, Popó e Raheem trocaram jabs e combinações em um ritmo incrível.
Ao final da luta, o brasileiro venceu em decisão dividida dos juízes (115-113 Raheem, 115-113 Freitas, 116-112 Freitas). Assim, Popó conquistava pela quarta vez um título mundial, e reconquistava seu título de peso-leve da WBO. Ele chegou a anunciar a aposentadoria pouco após a conquista, mas mudou de ideia e anunciou que voltaria a lutar.

#### Segunda derrota e primeira aposentadoria: Popó vs. Díaz
Em 28 de abril de 2007, o brasileiro sofreu sua segunda derrota em luta de unificação de títulos da categoria peso-leve. Popó (38-1 na época), campeão do peso-leve da WBO, enfrentou Juan Díaz (31-0 na época), campeão mundial peso leve da WBA.
Popó começou a luta dominando os primeiros rounds, mas logo Díaz começou a fazer prevalecer sua força. No quinto round, Díaz conectou uma boa sequência que quase levou o brasileiro a knockdown. No fim do oitavo round, depois de receber muitos golpes, Popó decide no corner pouco antes do começo do nono assalto abandonar a luta. Com isso, Díaz tornou-se campeão unificado peso-leve da WBA e WBO.
Após essa luta, Popó anunciou sua aposentadoria.

#### O retorno
Depois de se aposentar, Popó tornou-se deputado federal pela Bahia. Em 2011, decidiu fazer uma luta de exibição para seu filho mais novo que nunca o tinha visto lutar. Assim, Popó começou a treinar para uma luta de exibição que marcaria sua despedida definitiva do esporte.
Popó então recebe um desafio do jovem lutador Brasileiro Michael Oliveira (17-0) para uma luta. Após negociações, ficou definido que o combate seria profissional no dia 2 de junho no Conrad Casino em Punta del Este, Uruguai.
Após muita promoção e rivalidade criada entre os dois lutadores, Popó nocauteou Michael em uma luta dominada do começo ao fim. Popó começou a luta tomando a iniciativa e acertando bons golpes no primeiro round. Michael respondeu no segundo round com um gancho de esquerda que fez Popó recuar, mas no final do terceiro round, Popó acertou ótimos golpes levando Michael ao primeiro knockdown da luta. Dai em diante, o que se viu foi um passeio do ex-campeão que ao contrario do que se pensava, não cansou e se movimentou muito com combinações e esquiva em dia, evitando todas as investidas de Michael.
No nono round, depois de muito castigo, Michael foi a knockdown mais duas vezes, e o árbitro deu aquela que seria a última luta de Popó por encerrada por nocaute técnico no nono round.
Dias após a luta, Michael lançou mais um desafio, desta vez para uma revanche no Brasil e Popó aceitou. Em função da aposentadoria, essa luta não aconteceu.
Em 2014, afirmou que pensaria em voltar novamente a lutar e que desafiaria alguns pugilistas, como Manny Pacquiao, Juan Manuel Márquez e Floyd Mayweather. Para isso, Popó começou a treinar e fazer dieta tentando alcançar os meio-médios, no peso até 66 kg, já que está acima desse peso.
Em julho de 2015, Popó anunciou que sua luta de retorno seria contra o argentino Mateo "El Chino" Verón, no dia 15 de agosto, na Arena Santos, litoral de São Paulo, após o cancelamento da luta de revanche com Michael Oliveira. Popó dominou nos três rounds que decorreu a luta e ao afim nocauteou o rival que caiu desacordado e o árbitro encerrou a luta.

## Cartel de lutas profissionais
Dados de acordo com a plataforma internacional de boxe Boxrec:
| 43 lutas - 41 vitórias (34 nocautes; e 7 decisões por pontos - 6 unânimes e 1 dividida), 2 derrotas (1 nocaute técnico - TKO; e 1 desistência entre rounds - RTD - tipo de nocaute) e nenhum empate. Tetracampeão mundial de boxe, em duas categorias: pesos super-pena e leve. Supercampeão mundial unificado de boxe, em duas organizações: WBO e WBA. Títulos internacionais nas 4 principais organizações de boxe do mundo: WBO, WBA, WBC e IBF. 10 defesas consecutivas de cinturões de títulos mundiais. 5 anos consecutivos de invencibilidade, após a conquista do primeiro título mundial. Carreira de mais de 22 anos no boxe profissional. De 14/07/1995 a 11/11/2017. Percentual de nocautes (KOs) na carreira: \| 79.07% \| |                         |                                        |                             |                                    |                              | |
| Resultado | Data                    | Local                                  | Adversário                  | Tipo                               | Round definido / Qtd. rounds | Observações |
| Vitória | 14 de julho de 1995     | Salvador-BA (Ginásio Antônio Balbino)  | Adriano José Soares         | KO                                 | 1 / 4                        | |
| Vitória | 14 de agosto de 1995    | Salvador-BA (Ginásio Antônio Balbino)  | Valdevino Monteiro          | KO                                 | 1 / 4                        | |
| Vitória | 18 de setembro de 1995  | Salvador-BA (Ginásio Antônio Balbino)  | Manoel Oliveira da Cruz     | KO                                 | 2 / 4                        | |
| Vitória | 14 de novembro de 1995  | Salvador-BA (Ginásio Antônio Balbino)  | Marco de Lima               | TKO                                | 3 / 6                        | |
| Vitória | 2 de abril de 1996      | Salvador-BA (Ginásio Antônio Balbino)  | Ralph Riveros               | KO                                 | 2 / 6                        | |
| Vitória | 16 de agosto de 1996    | Salvador-BA (Ginásio Antônio Balbino)  | Gutemberg Ferreira          | TKO                                | 2 / 12                       | Campeão da WBC Mundo Hispano de peso-leve |
| Vitória | 1º de fevereiro de 1997 | Salvador-BA (Ginásio Antônio Balbino)  | Hamilton Cerqueira          | KO                                 | 4 / 6                        | |
| Vitória | 18 de março de 1997     | Salvador-BA (Ginásio Antônio Balbino)  | Antônio Maria do Nascimento | KO                                 | 2 / 6                        | |
| Vitória | 22 de abril de 1997     | Salvador-BA (Ginásio Antônio Balbino)  | Arcelio Díaz                | TKO                                | 1 / 12                       | Campeão da IBF Latino de peso-leve |
| Vitória | 10 de maio de 1997      | San José (Ginásio Nacional)            | Johnny Montantes            | TKO                                | 1 / 8 (2:39)                 | |
| Vitória | 27 de junho de 1997     | Miami (Mahi Shrine Temple)             | Hilario Guzman              | TKO                                | 8 / 10 (1:57)                | |
| Vitória | 2 de setembro de 1997   | Baton Rouge (Belle Casino)             | Edwin Vazquez               | TKO                                | 7 / 12                       | |
| Vitória | 19 de novembro de 1997  | Salvador-BA (Ginásio Antônio Balbino)  | Gustavo Rodolfo Sayaavedra  | KO                                 | 1 / 10                       | |
| Vitória | 29 de maio de 1998      | Salvador-BA (Ginásio Antônio Balbino)  | Rildo José de Oliveira      | TKO                                | 1 / 12                       | Campeão Brasileiro de peso-leve |
| Vitória | 8 de junho de 1998      | Anaheim (Arrowhead Pond)               | Rafael Olvera               | KO                                 | 3 / 10 (1:58)                | |
| Vitória | 14 de agosto de 1998    | Mexicali (Auditorio del Estado)        | Juan Gutiérrez              | TKO                                | 1 / 10                       | |
| Vitória | 15 de setembro de 1998  | São Paulo-SP (Ginásio Baby Barioni)    | Francisco Thomas da Cruz    | TKO                                | 2 / 12                       | Manteve o cinturão de Campeão Brasileiro de peso-leve |
| Vitória | 16 de outubro de 1998   | Tijuana (Teatro Mutualista)            | Jose Luis Montes            | TKO                                | 1 / 12                       | Campeão da WBO NABO de peso super-pena |
| Vitória | 19 de dezembro de 1998  | Liverpool (Everton Park Sports Centre) | Peter Buckley               | RTD                                | 3 / 8                        | (Desistência entre rounds - Equivalente a nocaute, nas regras do boxe) |
| Vitória | 2 de abril de 1999      | Tijuana (Grand Hotel)                  | Juan Angel Macias           | TKO                                | 8 / 12                       | Manteve o cinturão da WBO NABO de peso super-pena |
| Vitória | 7 de agosto de 1999     | Le Cannet (La Palestre)                | Anatoly Alexandrov          | KO                                 | 1 / 12 (1:41)                | 1º Título mundial. Campeão mundial da WBO de peso super-pena. Alexandrov permaneceu inconsciente durante 5 minutos. Recorde de 21 nocautes consecutivos até a conquista de um título mundial. |
| Vitória | 26 de outubro de 1999   | Salvador-BA (Estádio da Fonte Nova)    | Anthony Martinez            | TKO                                | 2 / 12 (1:20)                | 1ª defesa de título mundial. Manteve o cinturão da WBO de peso super-pena |
| Vitória | 18 de dezembro de 1999  | Salvador-BA (Estádio da Fonte Nova)    | Claudio Victor Martinet     | KO                                 | 3 / 10                       | |
| Vitória | 15 de janeiro de 2000   | Doncaster (Doncaster Dome)             | Barry Jones                 | TKO                                | 8 / 12 (0:50)                | 2ª defesa de título mundial. Manteve o cinturão da WBO de peso super-pena |
| Vitória | 18 de março de 2000     | São Paulo-SP (Credicard Hall)          | Javier Jauregui             | KO                                 | 1 / 1 (1:25)                 | 3ª defesa de título mundial. Manteve o cinturão da WBO de peso super-pena |
| Vitória | 10 de junho de 2000     | Detroit (Fox Theater)                  | Lemuel Nelson               | TKO                                | 2 / 12 (2:59)                | 4ª defesa de título mundial. Manteve o cinturão da WBO de peso super-pena |
| Vitória | 23 de setembro de 2000  | Rama (Casino Rama)                     | Carlos Rios                 | TKO                                | 9 /12 (1:18)                 | 5ª defesa de título mundial. Manteve o cinturão da WBO de peso super-pena |
| Vitória | 16 de dezembro de 2000  | Sheffield (Sheffield Arena)            | Daniel Alicea               | TKO                                | 1 / 12 (1:01)                | |
| Vitória | 27 de janeiro de 2001   | Brasília-DF (Ginásio Nilson Nelson)    | Orlando Soto                | KO                                 | 1 / 12 (2:13)                | 6ª defesa de título mundial. Manteve o cinturão da WBO de peso super-pena. Recorde de 29 nocautes consecutivos - uma das maiores sequências da história do boxe mundial. |
| Vitória | 29 de setembro de 2001  | Miami (Miccosukee Resort & Gaming)     | Alfred Kotey                | UD - Decisão por pontos (unânime)  | 10 / 10                      | Primeira luta da carreira vencida por pontos. |
| Vitória | 12 de janeiro de 2002   | Las Vegas (Cox Pavilion)               | Joel Casamayor              | UD - Decisão por pontos (unânime)  | 12 / 12                      | 2º título mundial.Unificação WBO/WBA.Campeão da WBA de peso super-pena.7ª defesa de título mundial. Manteve o cinturão da WBO de peso super-pena |
| Vitória | 3 de agosto de 2002     | Phoenix (Dodge Theater)                | Daniel Attah                | UD - Decisão por pontos (unânime)  | 12 / 12                      | 8ª defesa de títulos mundiais. Manteve os cinturões da WBA e WBO de peso super-pena |
| Vitória | 15 de março de 2003     | Chicago (UIC Pavilion)                 | Juan Carlos Ramirez         | TKO                                | 4 / 12 (0:19)                | 9ª defesa de títulos mundiais. Manteve os cinturões da WBA e WBO de peso super-pena |
| Vitória | 9 de agosto de 2003     | Miami (Miami Arena)                    | Jorge Rodrigo Barrios       | TKO                                | 12 / 12 (0:50)               | 10ª defesa de títulos mundiais. Com a décima defesa de cinturão, recebeu o título de "supercampeão" mundial unificado da Organização Mundial de Boxe Manteve os cinturões da WBA e WBO de peso super-pena, os quais ficaram vagos após esta luta. Popó abandonou os dois títulos unificados para desafiar campeão de outra categoria: peso-leve. |
| Vitória | 3 de janeiro de 2004    | Mashantucket (Foxwoods Resort)         | Artur Grigorian             | UD - Decisão por pontos (unânime)  | 12 / 12                      | 3º Título Mundial. Campeão da WBO de peso-leve. Desafio a campeão de outra categoria, após abandonar dois títulos unificados da categoria super-pena. |
| Derrota | 7 de agosto de 2004     | Mashantucket (Foxwoods Resort)         | Diego Corrales              | TKO                                | 10 / 12 (1:24)               | 1ª derrota da carreira. Perdeu o cinturão da WBO de peso-leve |
| Vitória | 11 de dezembro de 2004  | São Paulo-SP (Ginásio do Ibirapuera)   | Fernando David Saucedo      | UD - Decisão por pontos (unânime)  | 10 / 10                      | |
| Vitória | 16 de julho de 2005     | Salvador-BA (Ginásio Antônio Balbino)  | Fabian Salazar              | KO                                 | 1 / 10 (2:28)                | |
| Vitória | 29 de abril de 2006     | Mashantucket (Foxwoods Resort)         | Zahir Raheem                | SD - Decisão por pontos (dividido) | 12 / 12                      | 4º título mundial. Campeão da WBO de peso-leve. Recuperação do cinturão (título vago) |
| Derrota | 28 de abril de 2007     | Mashantucket (Foxwoods Resort)         | Juan Díaz                   | RTD                                | 8 / 12                       | 2ª e última derrota na carreira.(Desistência entre rounds - Equivalente a nocaute, nas regras do boxe)Primeira aposentadoria |
| Vitória | 2 de junho de 2012      | Punta del Este (Conrad Casino)         | Michael Oliveira            | TKO                                | 9 / 10                       | Retorno ao boxe para luta profissional especial em homenagem e a pedido do filho caçula. Segunda aposentadoria |
| Vitória | 15 de agosto de 2015    | Santos-SP (Arena Santos)               | Mateo Damian Veron          | KO                                 | 3 / 10                       | Retorno ao boxe. 34º nocaute da carreira. |
| Vitória | 11 de novembro de 2017  | Belém-PA (Arena Guilherme Paraense)    | Gabriel Martínez            | UD - Decisão por pontos (unânime)  | 8 / 8                        | Terceira e última aposentadoria, após carreira com mais de 22 anos de boxe profissional. Cartel: 43 lutas, 41 vitórias (sendo 34 por nocaute), duas derrotas e nenhum empate. |
| 79.07% |                         |                                        |                             |                                    |                              | |

## Cartel das lutas de exibição

### Freitas vs. Nunes
Em setembro de 2021, foi anunciada uma luta de exibição entre Popó e o humorista, youtuber e influenciador digital Whindersson Nunes. O combate ocorreu no dia 30 de janeiro de 2022, sendo uma luta de exibição de oito rounds no evento chamado FMS - Fight Music Show, em Balneário Camboriú, Santa Catarina.
O combate inspirado na luta americana entre Floyd Mayweather e Logan Paul ocorreu no Fight Music Show, evento inédito no Brasil ao congregar luta, show e entretenimento, bateu recordes de pay-per-view, e foi destaque máximo de audiência e cobertura na TV e em todas as plataformas digitais, liderando trending topic no Twitter brasileiro e mundial, além de alcançar pontuação máxima de relevância internacional no Google Trends e no YouTube, ficando entre os assuntos mais comentados e pesquisados por cerca de um mês.
Apesar de Popó dominar todos os rounds e de praticamente nocautear Whindersson em pé, o resultado da luta foi considerado empate para laurear o esforço do YouTuber, que transformou seu corpo, emagreceu 32 kg e resistiu bravamente a 8 rounds com o tetracampeão mundial, numa batalha que emocionou o Brasil.
Antes do round final, os dois se abraçaram e a plateia aplaudiu. Whindersson tentou jogar pressão no final, mas Popó conectou a linha de cintura. O árbitro encerrou a luta antes da hora. Em nenhum momento Popó, aposentado e aos 46 anos, sofreu perigo de Whindersson, de 27 anos.
Após a luta, Whindersson fez um discurso de valorização do boxe no Brasil, esporte que o ajudou a vencer a depressão, e conclamou sua audiência digital a reverenciar a história de vida e marcante carreira de Popó no boxe, pedindo que as pessoas o acompanhasse nas redes sociais. Nesse contexto, Popó conquistou mais de 3 milhões de seguidores no Instagram e potencializou seu alcance no Twitter, no Facebook e no TikTok.
A organização do evento Fight Music Show revelou que foram vendidas 200 mil cotas de pay per view, resultando em um lucro próximo de 13 milhões de reais.
Popó fez uma tatuagem no peitoral em homenagem a Whindersson.
No meses seguintes, o tetracampeão desafiou ex-campeões do UFC, como José Aldo e Vítor Belfort, para lutas de boxe. Possíveis novos combates, não apenas com lutadores de MMA, mas também com lendas e ex-campeões mundiais de boxe, passaram a ser considerados. Whindersson, por sua vez, desafiou Logan Paul e convidou Popó para auxiliá-lo nos treinamentos - que aceitou prontamente.

### Freitas vs. Landy
No dia 25 de setembro de 2022 ocorreu o evento FMS 2, a segunda edição do evento Fight Music Show, onde acontece lutas de várias modalidades alternadas com shows de música ao vivo e televisionadas, no estádio Joaquim Américo Guimarães, popularmente conhecido como Arena da Baixada ou Estádio do Club Athletico Paranaense em Curitiba, Paraná. O evento contou com várias lutas no card preliminar e card principal com atletas do Boxe e MMA, como Cris Ciborg, José "Péle" Landy e artistas e influenciadores digitais como Christian Figueiredo e Dynho Alves.
No dia da pesagem que antecede a luta Pelé provocou Popó falando algumas palavras em seu ouvido na hora da encarada, o que ocasionou uma confusão generalizada e tendo sido contida pelos seguranças do local. Mais tarde Popó afirmou a imprensa que foram insultos a sua família.
Após o tumulto da véspera, Popó entrou no ringue mordido, foi com tudo pra cima de Pelé e logo nos segundos inicias o tetracampeão mundial conseguir um knockdown com um direto de direita. Os cruzados do baiano fizeram Pelé cambalear de novo e o árbitro mais uma vez abriu contagem. Uma sequência de direto e uppercut, com Pelé encurralado no córner, encerrou a noite a 1min25s de luta.

### Freitas vs. Jr. Dublê
No dia 26 de agosto de 2023, em São Paulo, no Clube Hebraíca, Popó atropelou Júnior Dublê e venceu rival com nocaute relâmpago pelo FMS 3.

### Freitas vs. Bambam
Na madrugada do dia 25 de fevereiro de 2024, em São Paulo, no KMS, evento que iniciou às 21h45 do dia 24, derrotou em 36 segundos de luta o ex-BBB Kleber Bambam após nocaute técnico. Bambam havia prometido "chocar o Mundo", porém não conseguiu acertar sequer um golpe em Popó. Após ter caído no chão, Kleber foi para as cordas, virou as costas e levou um nocaute. No pós-luta, Popó agradeceu Bambam pela mídia que foi criada sobre o evento, porém dizendo não o querer como amigo. A luta virou meme na internet.

### Freitas vs. Grillo
Na madrugada do dia 23 de março de 2024, em Florianópolis, no Danki Fight Show, o tetracampeão mundial Popó, venceu por nocaute o empresário Guilherme Grillo na luta de exibição que fechou o evento. Não havia animosidade no ringue, então Acelino Popó Freitas pegou mais leve com o empresário Guilherme Grillo, que foi até o terceiro round, se recuperou de dois knockdowns, mas córner jogou a toalha após cinco minutos e meio de luta.

### Freitas vs. Jorge "El Chino" Miranda
No dia 12 de outubro de 2024, em São Paulo, no evento FMS 5, realizado no Ginásico da Portuguesa em São Paulo, Popó venceu por decisão unânime, em 5 rounds.

### Freitas vs. Duda Nagle
No dia 16 de maio de 2025, em São Paulo, no evento FMS 6, realizado em São Paulo, Popó venceu por decisão unânime, em 6 rounds.

## Audiência de televisão

### Brasil
As lutas de Popó proporcionavam altos índices de audiência no Brasil, o que causou uma disputa entre as emissoras nacionais. A TV Globo, que comprou boa parte dos direitos de transmissão, exibia uma série de patrocinadores nos eventos.
| Encontro            | Luta                             | Rede de televisão | Telespectadores | Fonte(s)      |
| ------------------- | -------------------------------- | ----------------- | --------------- | ------------- |
| 3 de agosto de 2002 | Acelino Freitas vs. Daniel Attah | Rede Globo        | 91,000,000      | [ 80 ] [ 81 ] |
|                     | Total                            |                   | 91,000,000      |               |

## Conquistas e honrarias
Popó é respeitado mundialmente pela carreira esportiva estatisticamente brilhante, de grandes recordes e marcantes conquistas:
- Como atleta de boxe amador, foi campeão Baiano aos 14 anos; campeão Norte-Nordeste aos 15 anos; e Campeão Brasileiro aos 17 anos.
- Atleta destaque da Seleção Brasileira de Boxe.
- Medalha de Prata nos Jogos Pan-Americanos de 1995, em Mar Del Plata, na categoria peso leve, levando o Brasil de volta a uma disputa de final no boxe, algo que não acontecia desde os Jogos de San Juan 1979.[75]
- Recorde Mundial - Maior sequência de nocautes até chegar a um título mundial: 21.[74]
- Detentor de uma das conquistas mais rápidas e avassaladores da história do boxe em um título mundial: nocaute aos 1 min 41s do primeiro round, contra o russo Anatoly Alexandrov, em 7 de agosto de 1999.
- Cinco anos consecutivos de invencibilidade, após a conquista do primeiro título mundial.
- Tetracampeão mundial de boxe: três títulos pela WBO / OMB (Organização Mundial de Boxe) e um pela WBA / AMB (Associação Mundial de Boxe).
- Atleta brasileiro com maior número de títulos mundiais na história do boxe mundial.
- Campeão mundial de boxe em duas categorias de peso: super-pena e leve.
- Campeão mundial unificado de boxe: WBO/WBA.
- Supercampeão Mundial de Boxe: honraria rara conquistada após 10 defesas consecutivas de cinturão de título mundial.
- Detentor de títulos internacionais nas quatro principais organizações de boxe do mundo: WBO, WBA, WBC e IBF.[3]
- 29 nocautes consecutivos: uma das sequências mais longas da história do boxe mundial.
- Brasileiro com mais nocautes consecutivos em início de carreira na história do boxe mundial: 29. Terceira posição no mundo, atrás apenas dos pesos-pesados Billy Fox e Jose Urtain.
- Responsável por 34 nocautes na carreira profissional, sendo 29 consecutivos e 22 no primeiro round - ultrapassando diversos recordes, como do peso-pesado Mike Tyson, em seu fulminante início de carreira.
- Reconhecido internacionalmente como Estrela do Nocaute. Um dos principais nocauteadores da história do boxe mundial, sobretudo nas categorias super-pena e leve.
- Detentor de um dos nocautes mais rápidos da história do boxe mundial: 23 segundos do primeiro round. A marca foi realizada em sua segunda luta profissional.
- Melhor atleta de boxe do mundo (lutador pound-by-pound) do ano em 2003, após vitória histórica com nocaute ao bater do gongo, contra o argentino Jorge Barrios.
- Carreira de mais de 22 anos no boxe profissional: de 14/07/1995 a 11/11/2017.[3]
- Cartel boxe profissional: 43 lutas, sendo 41 vitórias (34 por nocaute; e sete decisões por pontos - seis unânimes e uma dividida), duas derrotas (um nocaute técnico - TKO; e uma desistência entre rounds - RTD - tipo de nocaute técnico) e nenhum empate.[3]
- Percentual de nocautes (KOs) na carreira profissional: 79.07%.[3] Um dos maiores aproveitamentos na história do boxe mundial.
- Mais de 96% de aproveitamento em toda carreira esportiva: no boxe profissional, 43 lutas, sendo 41 vitórias e apenas duas derrotas; como amador, 81 lutas, sendo 78 vitórias e apenas três derrotas. Em números totais, considerando boxe profissional e boxe amador: 124 lutas, sendo 119 vitórias e apenas cinco derrotas.
- Indicado ao Hall da Fama Mundial do Boxe, no final de 2021.[173][174][175][176]

### Livros biográficos
- Com as próprias mãos, Wagner Sarmento. Editora: Panda Books, 2013, 200 p. ISBN 9788578883256.